# Воробіївська сільська рада (Полонський район)
Воробії́вська сільська́ ра́да — колишня адміністративно-територіальна одиниця та орган місцевого самоврядування в Шепетівському районі Хмельницької області. Адміністративний центр — село Воробіївка.

## Загальні відомості
Воробіївська сільська рада утворена в 1990 році.
- Територія ради: 2,778 км²
- Населення ради: 676 осіб (станом на 2001 рік)

## Населені пункти
Сільській раді були підпорядковані населені пункти:
- с. Воробіївка

## Склад ради
Рада складалася з 14 депутатів та голови.
- Голова ради: Бондар Алла Володимирівна

### Керівний склад попередніх скликань
| Прізвище, ім'я, по батькові | Основні відомості                                                                       | Дата обрання | Дата звільнення |
| --------------------------- | --------------------------------------------------------------------------------------- | ------------ | --------------- |
| Сінчук Іван Іванович        | Сільський голова, 1954 року народження, член Комуністичної партії України               | 26.03.2006   | 31.10.2010      |
| Коновал Андрій Іванович     | Сільський голова, 1982 року народження, освіта вища, безпартійний                       | 31.10.2010   | 27.05.2012      |
| Бондар Алла Володимирівна   | Сільський голова, 1974 року народження, освіта середня спеціальна, член Партії регіонів | 27.05.2012   |                 |

Примітка: таблиця складена за даними сайту Верховної Ради України

### Депутати
За результатами місцевих виборів 2010 року депутатами ради стали:

#### За суб'єктами висування
| Суб'єкт висування           | Кількість обраних депутатів | %    |
| --------------------------- | --------------------------- | ---- |
| Самовисування               | 8                           | 57,1 |
| Комуністична партія України | 4                           | 28,6 |
| Народна партія              | 1                           | 7,1  |
| Партія регіонів             | 1                           | 7,1  |

#### За округами
| № округу                    | Прізвище, ім'я, по батькові   | Дата визнання обраним | Освіта             | Партійна приналежність | Відомості про обраного депутата                                            |
| --------------------------- | ----------------------------- | --------------------- | ------------------ | ---------------------- | -------------------------------------------------------------------------- |
| Комуністична партія України |                               |                       |                    |                        |                                                                            |
| 6                           | Семенюк Валентина Анатоліївна | 05.11.2010            | середня            | позапартійна           | тимчасово не працює                                                        |
| 7                           | Сінчук Тетяна Іванівна        | 05.11.2010            | середня спеціальна | позапартійна           | Відділення пошти с. Воробіївка, начальник                                  |
| 9                           | Сінчук Валерій Васильович     | 05.11.2010            | середня            | позапартійний          | тимчасово не працює                                                        |
| 12                          | Доманська Юлія Миколаївна     | 05.11.2010            | вища               | позапартійна           | фермерське господарство «Надія», бухгалтер                                 |
| Народна Партія              |                               |                       |                    |                        |                                                                            |
| 11                          | Березнюк Олена Іванівна       | 05.11.2010            | середня спеціальна | позапартійна           | тимчасово не працює                                                        |
| Партія регіонів             |                               |                       |                    |                        |                                                                            |
| 13                          | Ляшук Юрій Васильович         | 05.11.2010            | вища               | позапартійний          | Воробіївська сільська рада, секретар                                       |
| Самовисування               |                               |                       |                    |                        |                                                                            |
| 1                           | Говорун Наталія Василівна     | 05.11.2010            | середня спеціальна | позапартійна           | тимчасово не працює                                                        |
| 2                           | Кравчук Ольга Микитівна       | 05.11.2010            | середня спеціальна | позапартійна           | Воробіївський клуб, завідувач                                              |
| 3                           | Говорун Іван Павлович         | 05.11.2010            | середня            | позапартійний          | тимчасово не працює                                                        |
| 4                           | Лавренюк Микола Антонович     | 05.11.2010            | середня            | позапартійний          | тимчасово не працює                                                        |
| 5                           | Вельма Людмила Павлівна       | 05.11.2010            | середня спеціальна | позапартійна           | Кустовецьке сільське споживче товариство, завідувач магазину с. Воробіївка |
| 8                           | Бак Петро Павлович            | 05.11.2010            | середня спеціальна | позапартійний          | Воробіївська медична амбулаторія, зубний лікар                             |
| 10                          | Рибій Ольга Іванівна          | 05.11.2010            | вища               | позапартійна           | Воробіївська школа, вчитель                                                |
| 14                          | Писарчук Сергій Миколайович   | 05.11.2010            | середня            | позапартійний          | тимчасово не працює                                                        |